# Iwan Pawlow (Fußballspieler)
Iwan Pawlow (* 18. August 1983 in Sofia) ist ein bulgarischer Fußballspieler.

## Karriere
Er spielte als Mittelfeldspieler unter anderem für Lokomotive Sofia und ZSKA Sofia. Mit ZSKA Sofia nahm er 2003 am UEFA Cup teil und gewann in selbem Jahr die bulgarische Meisterschaft. Der Vater zweier Kinder lebt seit 2012 in Deutschland. Seit 2013 spielt Pawlow als Amateur beim TSV Neckarau.

## Erfolge
ZSKA Sofia
- Bulgarische Fußballmeisterschaft: 2003